# درو ماكنتاير
درو ماكنتاير (بالإنجليزية: Drew McIntyre)، واسمه الأصلي درو غالواي (Drew Galloway) هو مصارع اسكتلندي محترف ولد في 6 يونيو 1985.
مصارع في دبليو دبليو إي حصل على حزام القارات بعد فوزه على جون موريسون، وما زال محتفظا به، درو من المصارعين القلائل الذي اختارهم فينس مكمان للاتحاد، وخسر حزام بطولة القارات أمام كوفي كينغستون في مهرجان اوفر ذا ليمت وفي نايت اوف جامبيون لعب هو وكودي رودز ضد ذا هارت داينستي على اللقب ففازو وفي كل اسبوع يحاولون ذا هارت داينستي أخذ القب بلا فائدة. الضربة القاضية (Future Shock). أغنية الدخول إلى الحلبة (Broken Dreams)
عاد درو ماكنتاير إلى حلبات WWE في عام 2018 في عرض رو وتحالف مع المصارع دولف زيجلر
كما دخل الثنائي في نزالات عدة ضد سيث رولينز ودين أمبروز وكان درو يساعد دولف للتغلب على سيث رولنز والفوز ببطولة القارات
انفصل الثنائي في عرض رو اثناء حفلة تكريم درو ماكنتاير
وفي عرض TLC 2018 قام دولف زيجلر بالهجوم على درو ماكنتاير خلال مباراته مع فين بالور مما أدى إلى فوز المصارع فين بالور في المباراة

## البطولات
بطل القارات مرة، وكان بطل الفرق مع كودي رودز، بطل الوزن الثقيل في اتحاد البريطاني للمصارعة، وانفصل درو وكودى عن بعض عندما لم يساعد درو كودى رودز في مباراة كودي رودز ضد
بيج شو وكوفي كينغستون وفي مهرجان سيرفايفر سيريوس انضم درو ماكنتاير إلى فريق البيرتو ديل ريو ولكن خسر الفريق وفي عرض تصفيات عرض ملك الحلبة King of the Ring انتهت مباراته مع ايزكيل جاكسون من دون فوز أي منهما، في عرض Slammy Award 2010 رشح درو ماكنتاير لاخذ جائزة أفضل لظة لكن رشح فاز بالجائزة سى أم بونك. في رويال رامبل 2011 لم تكن لدرو فرصة في الذهاب الي أكبر مهرجانات WWE Wrestlemania لان سانتينو انتصر عليه انتقل درو ماكنتاير في 4/29/2011الى raw. وظهر بعض المرات في عرض Raw لكن الآن بسبب كثرة النجوم التي تغطي علي درو لم تكن له فرصة الظهور المتواصل في عرض raw. والان يعتبر درو ماكنتاير النجم الأول في عرض Super Star وهو عرض يعرض مباريات المواهب الشابة ويواصل تألقه في هذا لعرض.

## محاولة الانتقال إلى سماك داون
عندما انتقل درو ماكنتاير إلى قسم RAW لم يكن نجما لامعا كما كان في قسم سماك داون لذلك قرر تيدو لونغ أن يعطي درو فرصة أخيرة فقال له إذا فزت على إيزيكيل جاكسون فستنتقل إلى سماك داون لكن درو خسر ثم طلب درو فرصة ثانية من تيدو لونغ فوافق ولعب ضد تيد ديبياسي لكن درو خسر مرة أخرى ثم لعب مبارتين امام سانتينو ماريلا لكن درو خسرهما لذلك تيدو لونغ لم يقبله في سماك داون لذلك فشل درو في تحقيق الانتقال من RAW إلى سماك داون. ثم تغير مدير سماك دون أو تبادل مع مدير رو وهو جون لورنايتوس ثم استغل الفرصة درو مكنتاير ثم لعب ضد هرنقسواغر ثم فاز ثم قبلوه في سماك دون ثم لعب ضد بيق شو فخسر فاقد الوعي.

## روابط خارجية
- درو ماكنتاير على موقع IMDb (الإنجليزية)
- درو ماكنتاير على موقع قاعدة بيانات الفيلم (الإنجليزية)
- درو ماكنتاير على موقع دبليو دبليو إي (الإنجليزية)
- درو ماكنتاير على موقع WrestlingData.com (الإنجليزية)
- درو ماكنتاير على موقع CageMatch worker (الإنجليزية)
- درو ماكنتاير على موقع قاعدة بيانات المصارعة على الإنترنت (الإنجليزية)
- درو ماكنتاير على موقع عالم المصارعة على الإنترنت (الإنجليزية)
- درو ماكنتاير على موقع عالم المصارعة على الإنترنت (الإنجليزية)